# Butch James
Pour les articles homonymes, voir Butch.
Pas d'image ? Cliquez ici

a Compétitions nationales et continentales officielles uniquement.

b Matchs officiels uniquement.
Dernière mise à jour le 29 octobre 2014.
Andrew David James dit « Butch James », né le 8 janvier 1979 à Johannesburg (Afrique du Sud), est un ancien joueur international sud-africain de rugby à XV évoluant au poste de demi d'ouverture, et parfois centre. Il met un terme à sa carrière fin 2013.
Ce joueur réputé pour ses qualités défensives, est connu pour avoir été le demi d'ouverture de l'équipe d'Afrique du Sud qui a remporté la Coupe du monde 2007. En raison de sa réputation et de nombreuses blessures aux genoux, sa carrière est en dents de scie, notamment avec la sélection nationale dont il est écarté entre 2002 et 2006. Néanmoins, il revient en forme en 2007 avec une finale en Super 14 et une victoire en Coupe du monde avec les Springboks.

## Biographie
Andrew David James commence sa carrière professionnelle de haut niveau avec disputant la Currie Cup avec la province des Natal Sharks en 2000. Il doit son surnom Butch à sa grand-mère qui le lui a donné quand il était enfant,. En 2001, il parvient à se hisser en finale du Super 12 avec les Sharks contre les Brumbies. James ratera quatre pénalités et son équipe perdra 36 à 6 contre la province australienne. La même année, il honore sa première sélection avec les Springboks contre la France (défaite 32-23) à l'Ellis Park. Lors de sa deuxième sélection, contre la même équipe, il s'illustre doublement, tout d'abord, en inscrivant 5 pénalités qui contribuent à la victoire des Boks, puis, en étant sanctionné sur un geste dangereux sur le Français David Bory. Ce type de geste va lui donner une réputation qui le suit pendant un temps dans sa carrière,,. Butch James se taille une réputation de défenseur "brutal" et de joueur agressif.
À partir de 2002, il connaît de nombreuses blessures qui remettent en question sa carrière professionnelle et mettent entre parenthèses sa carrière internationale. En 2004, alors qu'il pense réintégrer la sélection sud-africaine après une bonne saison où il a joué tous les matchs avec les Sharks, il se blesse aux ligaments croisés du genou lors du dernier match du  Super 12, à douze minutes de la fin. Ce n'est qu'en 2006 qu'il renoue avec la sélection lors du Tri-nations. En 2007, il profite de la blessure d'Andre Pretorius, mais aussi du parcours des Sharks en Super 14 (finaliste) pour revenir au premier plan et devenir le titulaire au poste de demi d'ouverture chez les Springboks pour la Coupe du monde en France. Il joue six des sept rencontres de la compétition et remporte le titre mondial avec sa sélection nationale.
Après la coupe du monde, il a rejoint le club anglais de Bath avec qui il remporte le Challenge européen en 2008. Il reste titulaire avec son équipe nationale pendant l'année 2008, participant notamment au Tri-nations. Juste après le tournoi, il perd sa place de titulaire au profit du jeune Morné Steyn qui vient de réaliser une très grande saison avec les Blue Bulls en Currie Cup et les Bulls en Super 14. Il ne fait son retour en sélection qu'en juin 2010, après près de deux ans d'absence. Il est même retenu pour la Coupe du monde de rugby 2011 dans un rôle de doublure. Malgré cela, Butch James est le Springbok qui détient le record de titularisations au poste de demi d'ouverture (32), devant le légendaire Naas Botha, avant d'être rattrapé et devancé en août 2012 par Morné Steyn.
En mai 2011, il quitte Bath pour signer chez les Lions qui disputent le Super Rugby,. Début 2013, il retourne aux Sharks.

## Style de jeu
Butch James est longtemps considéré comme un joueur essentiellement physique, brutal notamment à cause de la violence de ses plaquages. Plaquant haut, avec les bras en bas, il est présenté comme une « terreur » des terrains, un joueur peu technique et peu fair-play. Cette réputation est néanmoins largement médiatisée. Même si James reste un joueur très agressif en défense, il a fait valoir durant sa carrière de nombreuses qualités plus propres au jeu d'un demi d'ouverture. L'ancien joueur Joel Stransky a pointé le fait que James était un joueur capable de prendre rapidement des décisions, de jouer près de la ligne d'avantage et possédant un excellent jeu au pied. James a souvent aussi démontré qu'il possédait de réelles qualités techniques dans le jeu à la main et dans ses passes. Lors de la Coupe du monde de rugby 2007, il se distingue surtout par la qualité de son jeu au pied.

## Statistiques en équipe nationale
- 42 sélections (35 fois titulaire, 7 fois remplaçant)
- 154 points (3 essais, 26 transformations, 28 pénalités, 1 drop)
- sélections par année : 6 en 2001, 3 en 2002, 5 en 2006, 12 en 2007, 9 en 2008, 5 en 2010, 2 en 2011
- Tri-nations disputés : 2001, 2006, 2007, 2008, 2010, 2011

En Coupe du monde :
- 2007 : Champion du monde, 6 sélections (Samoa, Angleterre, États-Unis, Fidji, Argentine, Angleterre)
- 2011 : 1 sélection (pays de Galles)

## Palmarès
- Vainqueur de la Coupe du monde 2007 avec l'Afrique du Sud
- Vainqueur du Challenge européen en 2008 avec Bath
- Vainqueur de la Currie Cup en 2011 avec les Golden Lions et 2013 avec les Natal Sharks
- Finaliste de la Currie Cup en 2001 et 2003 avec les Natal Sharks
- Finaliste du Super 12 en 2001 et du Super 14 en 2007 avec les Sharks